# 1980年西德聯邦議院選舉

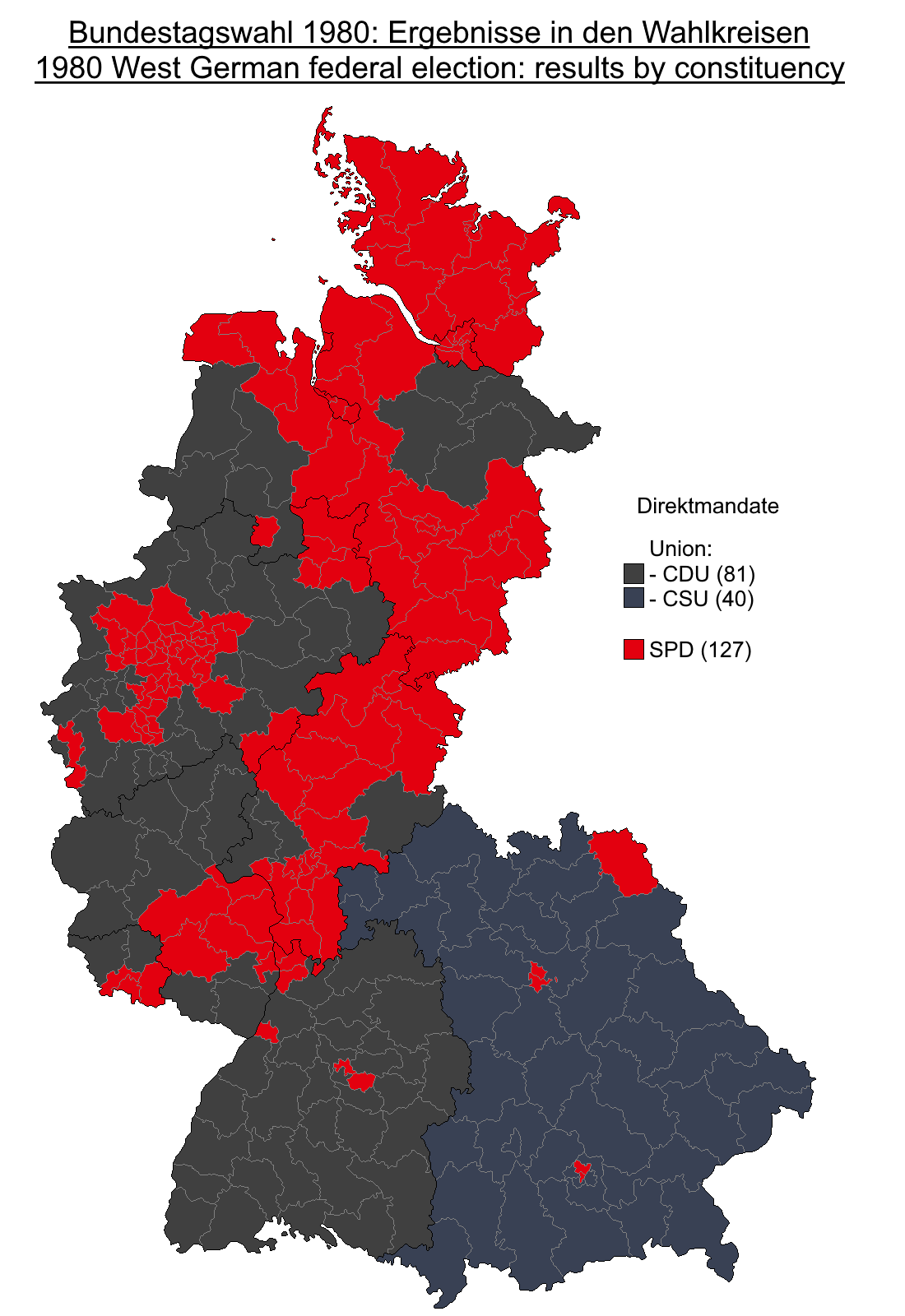
選舉結果

1980年西德聯邦議院選舉在1980年10月5日進行，選出第9屆西德聯邦議會。雖然基民盟/基社盟在選舉中獲得226席成为最大黨團，但是德國社會民主黨（獲得218席）的赫爾穆特·施密特維持了和自民黨（獲得53席）聯合政權，繼續擔任西德總理。